# Skurup
Pour l’article homonyme, voir Skurup (commune).
Skurup est une localité de Suède dans la commune de Skurup en Scanie.
Sa population était de 7 565 habitants en 2010.
C'est le chef-lieu de la commune du même nom. Skurup doit son développement principalement à sa situation sur la ligne ferroviaire Malmö-Ystad. 
À Skurup, il y a quatre écoles primaires et secondaires et un lycée, qui se trouve dans l'ancien collège agricole.